# Støren
Støren è un villaggio della Norvegia, situato nella municipalità di Midtre Gauldal, nella contea di Trøndelag.